# Натрий-кальциевый обменник
Натрий-кальциевый обменник (также обозначается как Na+/Ca2+ обменник) является трансмембранным белком цитоплазматической мембраны, транспортирующем ионы кальция из клетки в обмен на ионы  натрия, которые поступают в клетку (механизм антипорта). Обменник использует энергию, накопленную в электрохимическом градиенте натрия, пропуская три иона Na+ в клетку по градиенту концентрации и выводя один ион Ca2+ из клетки против градиента концентрации (вторично-активный транспорт).  Обменник существует в различных типах клеток многих животных и представляет собой один из самых важных клеточных механизмов удаления Ca2+.

## Функционирование
В клетках, способных к возбуждению (нейронах, миоцитах, и др.), существует значительные различия в концентрации ионов с внешней и внутренней стороны плазматической мембраны, в том числе градиенты концентраций Na+/Ca2+ (см. потенциал покоя). Поддержка этих градиентов необходима для формирования потенциала действия и реакции клетки на определенный стимул. Градиент концентрации Ca2+ поддерживается двумя транспортными белками цитоплазматический мембраны – Ca2+ АТФазой и Na+/Ca2+ обменником. Ca2+ АТФаза имеет высокое сродство к ионам кальция, но относительно невысокую скорость работы, а  Na+/Ca2+ обменник, наоборот, имеет невысокое сродство, но высокую скорость переноса Ca2+ (до 5000 ионов Ca2+ в секунду). Поэтому эти два белка дополняют друг друга - при высоких концентрациях кальция внутри клетки (деполяризации мембраны) обменник быстро выводит кальций, после чего Ca2+ АТФаза еще больше понижает концентрацию кальция до обычных значений в сотни нМ.